# Rapsodie (muzică)
Rapsodia este o piesă instrumentală cu formă liberă, de virtuozitate sau concertantă, alcătuită dintr-o succesiune de teme și motive, adesea de inspirație folclorică. E specifică sfârșitului secolului al XIX-lea  – începutului secolului al XX-lea, când a început cristalizarea școlilor naționale de muzică. 
În Grecia antică, rapsodia presupunea intonarea unor fragmente din poemele epice, cu precădere cele aparținând lui Homer (Iliada și Odiseea), de către un rapsod. Rapsodia exprimă, așadar,  juxtapunerea dintre poem și cântec, generând un  fragment muzical-poetic.
Unii muzicologi susțin că succesul rapsodiei se datorează, în parte, intensificării naționalismului din secolul al XIX-lea, care i-a întors pe muzicieni înspre consultarea fondului muzical popular, preluând cu totul – ori doar inspirându-se din – creații folclorice aparținând țărilor lor de proveniență.

## Istoric

### Prima etapă
Rapsodia a cunoscut două etape distincte de dezvoltare, delimitate de creația compozitorului maghiar Franz Liszt. Cea dintâi, anterioară creației lui Liszt, era caracterizată încă de concepția tradițională, antică. În secolul al XVIII-lea au apărut primele rapsodii sub forma unui gen vocal cu acompaniament la pian, pe versurile poeților Johann Gottfried von Herder, Friedrich Gottlieb Klopstock și Heinrich Wilhelm von Gerstenberg.
Prima mențiune, în anul 1802, a preluării acestui gen în muzica pentru pian solo e legată de numele compozitorului german Wenzel Robert von Gallenberg. În 1813, Václav Jan Křtitel Tomášek a compus și el trei rapsodii pentru pian.
La începutul secolului al XIX-lea, rapsodia s-a răspândit ca gen de salon, accesibil și  amatorilor, dar fiind practicată și de mulți pianiști vestiți în epocă.
Până la finalul acestei prime etape de dezvoltare, rapsodia a trecut printr-o serie de transformări, renunțând la o parte din caracteristicile pe care le avea în comun cu liedul și apropiindu-se de genul cameral, pentru a face, ulterior, saltul către rapsodia concertantă lisztiană.

### A doua etapă
Cea de-a doua etapă stă sub semnul contribuției majore a lui Franz Liszt la reformarea genului. Liszt a a inovat la nivel conținutistic, i-a imprimat rapsodiei o structură și a mutat genul dintr-un cadru  simplist și popular într-un cadru academic. Între anii 1847 și 1885, Franz Liszt a compus cele 19 Rapsodii ungare, care au deschis calea către o perspectivă originală și inovatoare asupra înțelegerii genului. Compozitorul maghiar s-a folosit într-o măsură mai mică de muzica populară, atenția lui fiind îndreptată cu precădere spre muzica lăutărească.
„Melodiile pe care Liszt le-a întrebuințat în «Rapsodiile» sale, unele sînt cîntece de lume ungurești, iar altele, cîntece țărănești pe care lăutarii țigani de cafenea le preschimbaseră, adăugîndu-le intervale și ritmuri specifice muzicii lor. Este știut că Liszt și-a îndreptat interesul în mare parte spre cercul restrîns al muzicii populare, zise «țigănești», iar nu spre muzica țărănească propriu-zisă pe care nu a aprofundat-o.”—Theodor Bălan
Creațiile lui Liszt au constituit o sursă importantă de inspirație pentru numeroși  alți muzicieni, ceea ce a dus la transformarea treptată a rapsodiei într-un stil instrumental și simfonic predilect pentru compozitorii școlilor naționale de muzică.

## Caracterizare
Dacă în vechea Grecie rapsodia s-a bazat pe recitarea unor fragmente din epopeile antice, în romantism ea a valorificat mai mult creațiile folclorice. Văzută drept un gen sintetic miniatural, rapsodia s-a desprins treptat de descendența sa literar-poetică, păstrând, însă, principiile compoziției și cele ale limbajului specifice genului antic, astfel că elementul epic se regăsește și în creațiile moderne, fiind prezent deseori în introducere.
Situată între genul academic și cel folcloric, rapsodia îmbină astăzi o serie de fragmente sau de melodii în spirit popular. Citatele preluate sunt supuse unui proces laborios de transfigurare și îmbogățire a mijloacelor expresiei artistice. De obicei, una din temele folclorice împrumutate devine centrală în rapsodie, fiind reliefată în tușe mai groase în raport cu celelalte. Prin modul de organizare internă, unele fragmente ale acestui gen se apropie de lied.
„Rapsodia, din punct de vedere noțional, reprezintă o varietate de percepții și sensuri, aplicabile atât la stări de spirit, activitate artistică, cât și la creație muzicală.”—Angela Rojnoveanu
Rezultat al unei gândiri libere, fanteziste, rapsodia are o formulă elastică și o structură elementară, în general monopartită, care-i conferă compozitorului suficient spațiu pentru exersarea virtuozității. Rapsodia se bazează pe alternanța cântec-dans și pe o creștere progresivă a tonusului muzical în planul orchestrației. 
Ca gen muzical, poate fi instrumental, dedicat pianului (ca, de exemplu, Rapsodia ungară a lui Franz Liszt sau Rapsodia în sol minor op. 79 de Johannes Brahms), concertant/solistic (pentru solist și orchestră) (Rapsodia Tzigane, de Maurice Ravel, Rapsodia pe o temă de Paganini pentru pian și orchestră de Serghei Rahmaninov, Rapsodie pentru vioară și orchestră de Emanuel Elenescu etc.) sau chiar simfonic.
Fiind amândouă piese orchestrale cu formă liberă și cu un pronunțat caracter de improvizație, rapsodia e asociată deseori cu fantezia. 

### Muzicologia românească
În  muzica cultă românească se puteau distinge, la  sfârșitul secolului al XIX-lea și începutul secolului al XX-lea, două orientări stilistice distincte: prima s-a bazat pe inspirația, uneori până la epigonism, din romantismul germanic  și italian (evidentă în creația lui Carol Miculi, Eusebie Mandicevschi și George Dima), în timp ce cea de-a doua a cultivat interesul pentru creația populară (așa-zisul „stil național”). Această orientare a dus la realizarea unor melodii pentru voce și pian care erau ori rezultatul prelucrării unor citate folclorice (la Tiberiu Brediceanu sau D.G. Kiriac), ori compoziții noi, alcătuite în spiritul acestora (la George Dima și Eduard Caudella). Cu o formă „de obicei simplă, miniaturală, apropiată de succesiunea variată a rândurilor melodice populare”, aceste creații (nu neapărat rapsodii ci, de multe ori, balade, mazurci, nocturne, valsuri pentru pian, serenade etc.) au deschis calea pentru compozițiile originale și complexe prin care Béla Bartok, George Enescu, D.G. Kiriac au valorificat trăsăturile perene și autentice ale folclorului românesc și au contribuit la maturizarea genului simfonic miniatural rapsodic.  

## Exemple de rapsodii

### Compozitori străini
Cele mai apreciate rapsodii scrise pentru orchestră aparțin compozitorilor Franz Liszt, Maurice Ravel, Edouard Lalo, Antonín Dvořák, Sergei Rahmaninov, Claude Debussy, George Gershwin, Johannes Brahms, Béla Bartók, James Price Johnson, David Popper, Ernst von Dohnányi, George Gershwin, Herbert Howells, Ralph Vaughan Williams. 

#### Propuneri pentru audiție
- Franz Liszt, cele 19 rapsodii ungare, Rapsodia spaniolă, Rapsodia română pentru pian, Rapsodii pentru orchestră
- Johannes Brahms, Rapsodii, op. 79
- Edouard Lalo, Rapsodia norvegiană
- Antonín Dvořák, 3 rapsodii slave, op. 45
- Claude Debussy, Rapsodia pentru clarinet și pian
- Maurice Ravel, Rapsodia Tsigane, Rapsodia spaniolă
- Sergei Rahmaninov, Rapsodia pe o temă de Paganini
- George Gershwin, Rapsodia albastră
- Béla Bartók, Rapsodia pentru pian și orchestră

### Compozitori români
Dintre creațiile compozitorilor români, de un succes deosebit s-au bucurat rapsodiile lui George Enescu, Marțian Negrea, Paul Constantinescu, Zeno Vancea, Constantin Bobescu, Matei Socor, Mircea Chiriac, Aladár Zoltán. 

#### Propuneri pentru audiție
- Ciprian Porumbescu, Rapsodia română
- George Enescu, Rapsodia Română nr. 1, 2
- Marțian Negrea, Rapsodia Română nr. 1, 2
- Paul Constantinescu, Rapsodia a doua pentru orchestră
- Zeno Vancea, Rapsodiile bănățene
- Constantin Bobescu, Rapsodia Română nr.1
- Emanuel Elenescu, Rapsodia Română pentru vioară și orchestră

### Rapsodiile lui George Enescu
Scrise în perioada 1901 – 1902 și însumând peste 15 versiuni, Rapsodia română nr. 1 în La major și Rapsodia română nr. 2 în Re major sunt cele mai cunoscute și mai apreciate creații de gen din muzica cultă românească. Rapsodia nr. 1, mult mai populară decât cea de-a doua, mulțumită dinamismului și vioiciunii ei, e caracterizată de un „descriptivism pitoresc și naiv” și de un „programatism de suprafață”. Fidelă tradiției și în concordanță cu convingerile lui Enescu, Rapsodia nr. 1 a preluat ca atare estetica rapsodismului, se folosește de aceleași elemente de folclor (urban, lăutăresc) și coagulează în nucleul ei numeroase melodii de joc, dintre care trebuie amintită „Am un leu și vreau să-l beu”, cea care deschide compoziția. 
Rapsodia a II-a e grevată pe melodii de cântece propriu-zise („Pe o stâncă neagră”, „Banu Mărăcine”, „Sârba lui Pompieru” etc.), are un caracter epic mai pronunțat și o atmosferă nostalgică și se folosește, în alcătuirea ei, de o singură formă dansantă (jocul moldovenesc „Frunza”). 
Cele două rapsodii ale lui George Enescu fac parte din repertoriile tuturor marilor orchestre ale lumii. 